# Shoot to Kill (1988)
Shoot to Kill (bra Atirando para Matar) é um filme estadunidense de 1988, dos gêneros ação, aventura e suspense, dirigido por Roger Spottiswoode.

## Sinopse
Um assassino se esconde nas montanhas, disfarçado de andarilho. Para persegui-lo, um agente do FBI conta com a ajuda de um rastreador que conhece a região.

## Elenco
- Sidney Poitier como Warren Stantin
- Tom Berenger como Jonathan Knox
- Andrew Robinson como Harvey
- Kirstie Alley como Sarah Renell
- Clancy Brown como Steve
- Richard Masur como Norman
- William S. Taylor como capitão da polícia
- Frederick Coffin como Ralph
- Ken Camroux como Charles Denham
- Fred Henderson como agente Owenby
- Samuel Hiona como inspetor Hsu
- Les Lannom como xerife Dave Arnett
- Robert Lesser como agente Minelli
- Michael MacRae como Fournier
- Walter Marsh como Sam Baker
- Janet Rotblatt como sra. Berger
- Kevin Scannell como Ben
- Frank C. Turner como Austin Crilley

## Recepção
Criticamente bem recebido, o filme detém actualmente uma classificação rara de 100% em Rotten Tomatoes.

## Bilheteria
O filme foi um sucesso de bilheteria.